# Luis G. Huertos
Luis Gonzaga Huertos Rull (1883-siglo XX) fue un escritor y abogado español.

## Biografía

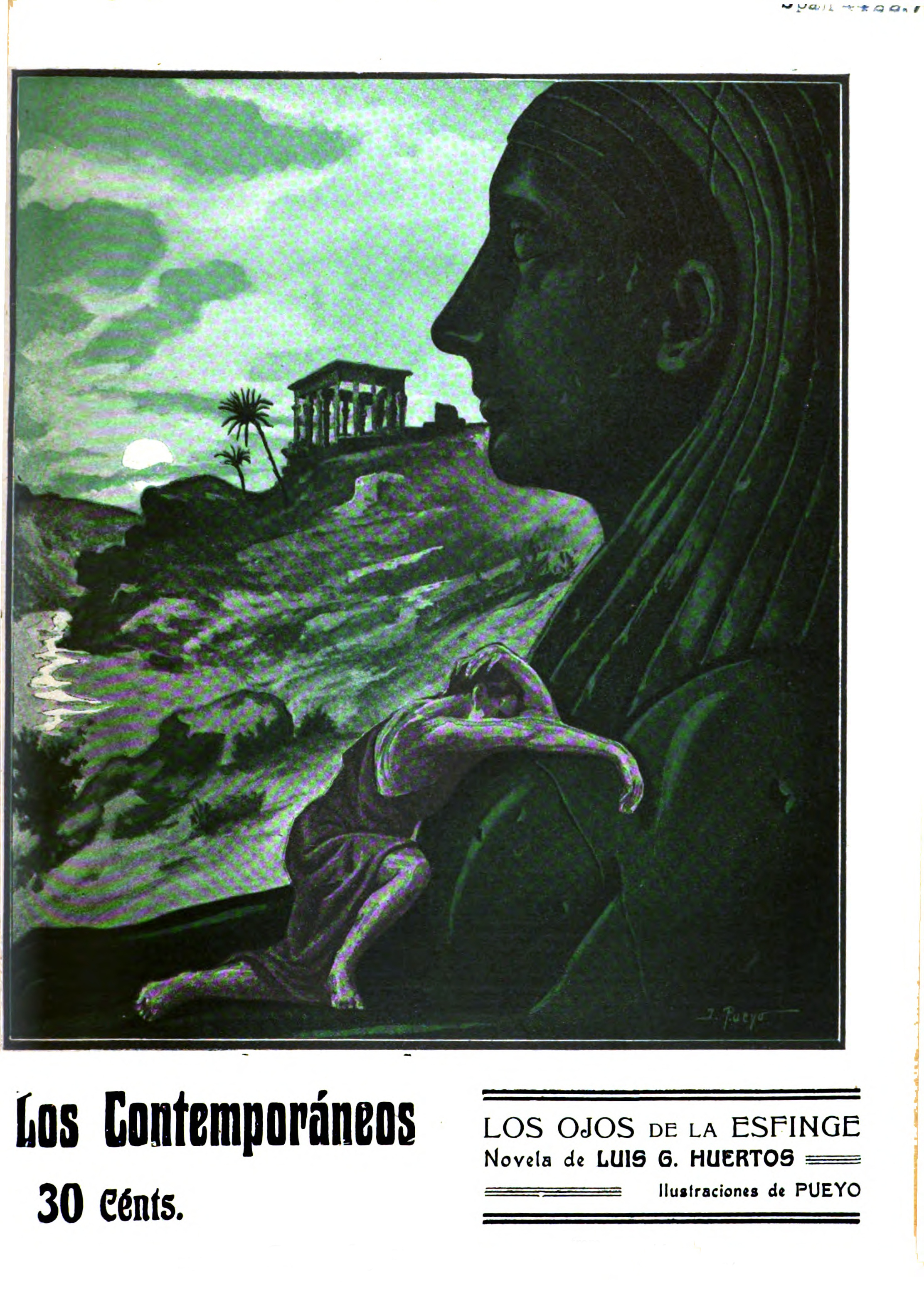
Los ojos de la esfinge (n.º 122 de Los Contemporáneos, 1911)

Nacido en 1883 en Almería, fue abogado. Entre sus obras se encontraron títulos como Horas (cuentos, 1903), Hampa (novela, 1904), Magdalena (comedia, 1906), Rerum (novela, 1908), Miseria errante (novela, 1910), Vida rota (novela, 1910), La tristeza de amar (novela, 1910), Allende el deber (comedia, 1910), Los ojos de la esfinge (novela, 1911), Ansias de vida (novela, 1911), Hidalguías (versos, 1911), Los adioses trágicos (versos, 1913), Los cuervos (novela, 1914) y El amor pasa cantando (comedia, 1921). En 1940, cuando era mencionado como vecino de Huércal, se incoaba expediente de responsabilidades políticas contra él. Huertos, que estuvo casado con María Meléndez Nestares, publicaba en 1949 La última singladura.  Alguna fuente le hace fallecido en 1949.